# Charissa pullata
Charissa pullata là một loài bướm đêm trong họ Geometridae.

## Hình ảnh

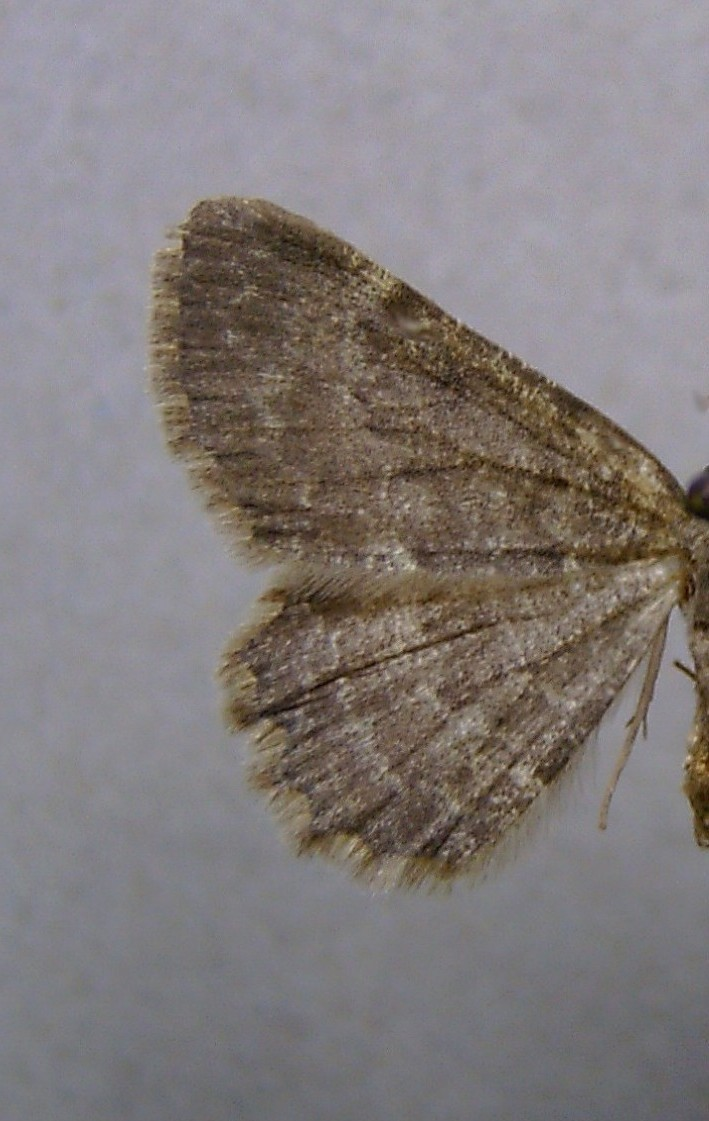
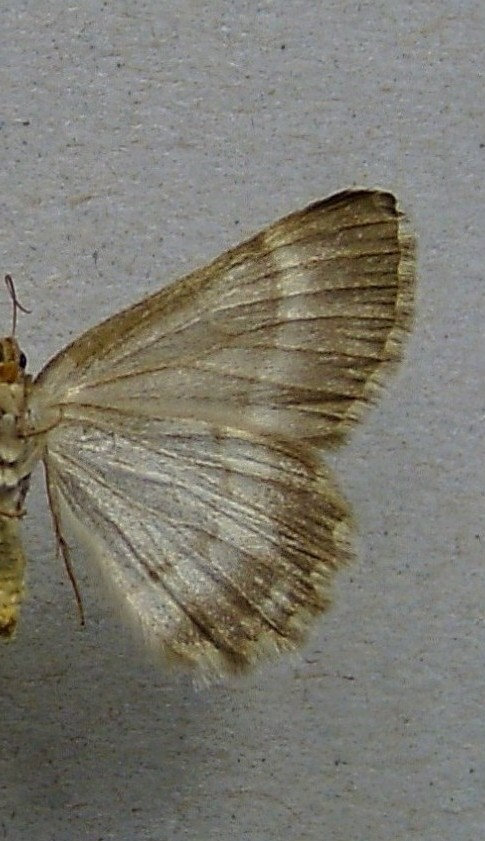
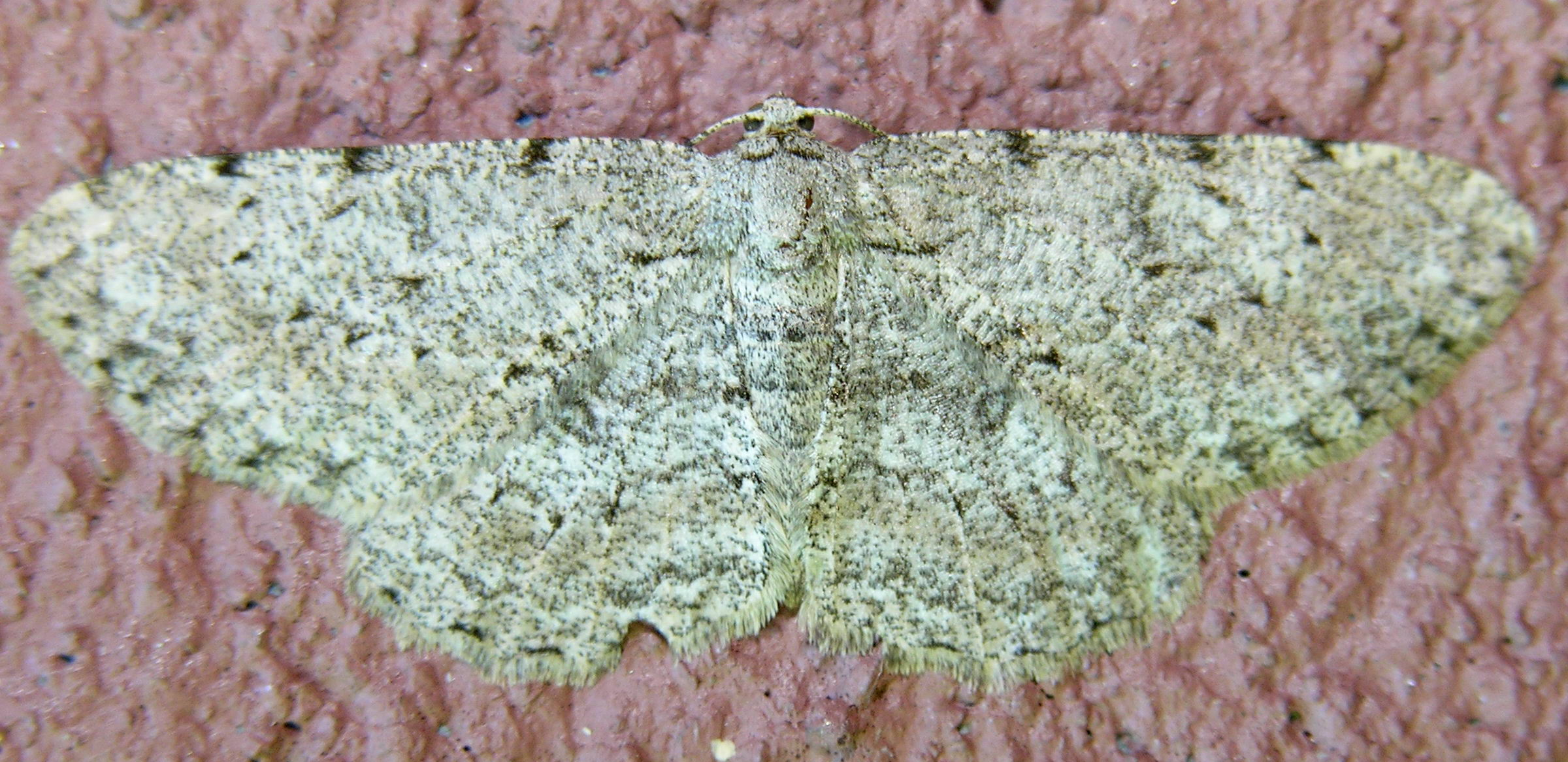
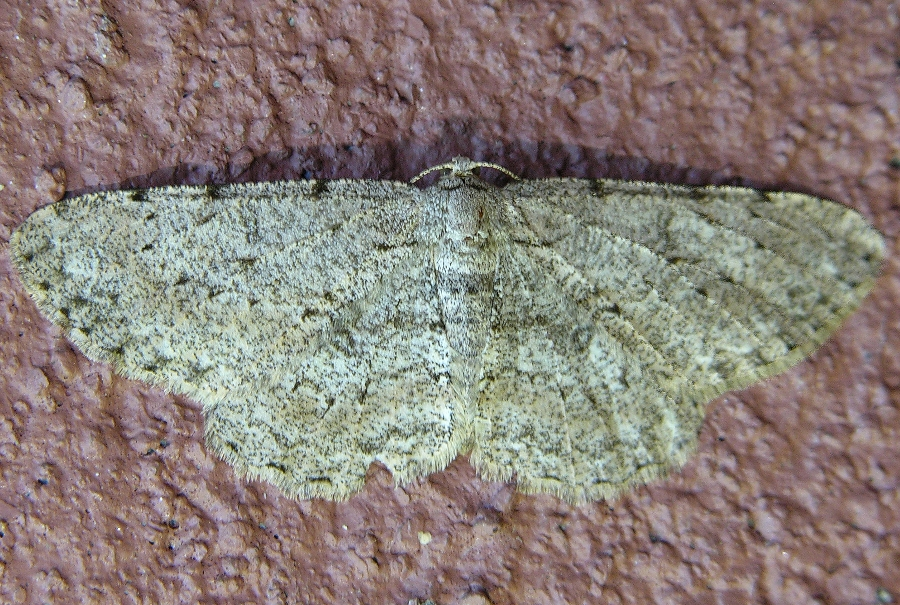